# غونزالو روبليدو
غونزالو روبليدو (بالإسبانية: Gonzalo Robledo)‏ هو لاعب كرة قدم أرجنتيني في مركز الدفاع، ولد في 18 يناير 1987. لعب مع بانفيلد.

## وصلات خارجية
- غونزالو روبليدو على موقع قاعدة بيانات كرة القدم.إي يو (الإنجليزية)
- غونزالو روبليدو على موقع Soccerway.com (الإنجليزية)